# Antennebaarsje
Het antennebaarsje (Mikrogeophagus ramirezi) is een tropische vis die ook als aquariumvis gehouden wordt. Het behoort tot de familie Cichlidae (cichliden). De vis behoorde in het verleden tot de geslachten Apistogramma en Papiliochromis, ook werd de geslachtsnaam wel geschreven als Microgeophagus, waardoor in de literatuur verschillende wetenschappelijke namen worden gebruikt. In de handel wordt hij nog weleens aangeboden onder de naam "papegaaivis", dat is echter een heel andere vis. Oorspronkelijk komt het antennebaarsje uit Zuid-Amerika: Venezuela en Colombia, het leeft in helder zwakstromend water.

## Beschrijving
Het vrouwtje blijft ongeveer 5 centimeter lang, de mannetjes worden maximaal 6 centimeter. Mannetjes hebben daarnaast enkele verlengde vinstralen aan de voorzijde van de rugvin, vrouwtjes zijn in de voortplantingstijd te herkennen aan de legbuis. Het is een bijzonder kleurrijke vis, die in andere talen wel vlindercichlide wordt genoemd. De achterzijde van het lichaam is grijs tot blauw met helderblauwe vlekken die doorlopen op de vinnen, de voorzijde en kop is geel tot oranje van kleur. Over het oog loopt een verticale helderblauwe streep, op de flank is een donkerblauwe oogvlek aanwezig.

## Voortplanting
De enkele honderden eitjes worden afgezet op stenen of bladeren, soms wordt een holletje gebruikt. Zoals veel cichliden kent het antennebaarsje een verregaande vorm van broedzorg, waar beide ouders aan bijdragen.